# Jack Sock
Jack Sock (Lincoln, Nebraska, 24 de setembre 1992) és un tennista estatunidenc.
En el seu palmarès hi consten quatre títols individuals, quinze en dobles masculins i dos més en dobles mixts, que li van permetre arribar a ocupar el vuitè lloc del rànquing individual (2017) del circuit ATP, i el segon lloc en el rànquing de dobles (2018). Destaquen tres títols de Grand Slam en dobles masculins: dos a Wimbledon (2014, 2018) i un US Open (2018), i un més en dobles mixts: US Open (2011). També ha guanyat dues medalles olímpiques, la medalla d'or en dobles mixts i la medalla de bronze en dobles masculins, ambdues en els Jocs Olímpics de Rio de Janeiro (2016).

## Biografia
Tot i néixer a Lincoln (Nebraska), es va traslladar a Kansas quan tenia 12 anys amb la seva mare i el seu germà gran Eric per tal d'entrenar a la Mike Wolf Tennis Academy, i el seu pare es va mantenir a Lincoln per motius laborals. Es va graduar en el Blue Valley North High School de Kansas i durant aquesta època va destacar individualment i en dobles fent parella amb el seu germà. Professionalment només van disputar un torneig fent parella gràcies a una invitació a Atlanta (2017).
Es va casar amb Laura Little el desembre de 2020.

## Torneigs de Grand Slam

### Dobles masculins: 3 (3−0)
| Resultat  | Núm. | Any  | Torneig   | Parella        | Oponents                    | Marcador                      |
| --------- | ---- | ---- | --------- | -------------- | --------------------------- | ----------------------------- |
| Guanyador | 1.   | 2014 | Wimbledon | Vasek Pospisil | Bob Bryan Mike Bryan        | 7−6(5), 6−7(3), 6−4, 3−6, 7−5 |
| Guanyador | 2.   | 2018 | Wimbledon | Mike Bryan     | Raven Klaasen Michael Venus | 6−3, 6−7(7), 6−3, 5−7, 7−5    |
| Guanyador | 3.   | 2018 | US Open   | Mike Bryan     | Łukasz Kubot Marcelo Melo   | 6−3, 6−1                      |

### Dobles mixts: 1 (1−0)
| Resultat  | Núm. | Any  | Torneig | Parella       | Oponents                     | Marcador            |
| --------- | ---- | ---- | ------- | ------------- | ---------------------------- | ------------------- |
| Guanyador | 1.   | 2011 | US Open | Melanie Oudin | Gisela Dulko Eduardo Schwank | 7−6(4), 4−6, [10−8] |

## Jocs Olímpics

### Dobles masculins
| Any  | Campionat                             | Parella       | Oponents                     | Resultat |
| ---- | ------------------------------------- | ------------- | ---------------------------- | -------- |
| 2016 | Jocs Olímpics, Rio de Janeiro, Brasil | Steve Johnson | Daniel Nestor Vasek Pospisil | 6−2, 6−4 |

### Dobles mixts
| Any  | Campionat                             | Parella               | Oponents                  | Resultat            |
| ---- | ------------------------------------- | --------------------- | ------------------------- | ------------------- |
| 2016 | Jocs Olímpics, Rio de Janeiro, Brasil | Bethanie Mattek-Sands | Venus Williams Rajeev Ram | 6−7(3), 6−1, [10−7] |

## Palmarès

### Individual: 8 (4−4)
| Llegenda                          |
| --------------------------------- |
| Grand Slams (0−0)                 |
| ATP Finals (0−0)                  |
| ATP World Tour Masters 1000 (1−0) |
| ATP World Tour 500 (0−0)          |
| ATP World Tour 250 (3−4)          |

| Títols per superfície |
| --------------------- |
| Dura (3−3)            |
| Gespa (0−0)           |
| Terra batuda (1−1)    |

| Resultat  | Núm. | Data                  | Torneig                    | Superfície   | Oponent               | Marcador           |
| --------- | ---- | --------------------- | -------------------------- | ------------ | --------------------- | ------------------ |
| Guanyador | 1.   | 12 d'abril de 2015    | Houston, Estats Units      | Terra batuda | Sam Querrey           | 7−6(9), 7−6(2)     |
| Finalista | 1.   | 25 d'octubre de 2015  | Estocolm, Suècia           | Dura (i)     | Tomáš Berdych         | 6−7(1), 2−6        |
| Finalista | 2.   | 16 de gener de 2016   | Auckland, Nova Zelanda     | Dura         | Roberto Bautista Agut | 1−6, 0−1, retirada |
| Finalista | 3.   | 10 d'abril de 2016    | Houston                    | Terra batuda | Juan Mónaco           | 6−3, 3−6, 5−7      |
| Finalista | 4.   | 23 d'octubre de 2016  | Estocolm (2)               | Dura (i)     | Juan Martín del Potro | 5−7, 1−6           |
| Guanyador | 2.   | 14 de gener de 2017   | Auckland                   | Dura         | João Sousa            | 6−3, 5−7, 6−3      |
| Guanyador | 3.   | 26 de febrer de 2017  | Delray Beach, Estats Units | Dura         | Milos Raonic          | Renúncia           |
| Guanyador | 4.   | 5 de novembre de 2017 | París, França              | Dura (i)     | Filip Krajinović      | 5−7, 6−4, 6−1      |

### Dobles masculins: 27 (17−10)
| Llegenda                          |
| --------------------------------- |
| Grand Slams (3−0)                 |
| ATP Finals (1−0)                  |
| ATP World Tour Masters 1000 (4−6) |
| ATP World Tour 500 (3−3)          |
| ATP World Tour 250 (6−1)          |

| Títols per superfície |
| --------------------- |
| Dura (13−9)           |
| Gespa (3−0)           |
| Terra batuda (1−1)    |

| Resultat  | Núm. | Data                   | Torneig                         | Superfície   | Parella           | Oponents                            | Marcador                      |
| --------- | ---- | ---------------------- | ------------------------------- | ------------ | ----------------- | ----------------------------------- | ----------------------------- |
| Finalista | 1.   | 24 de febrer de 2013   | Memphis, Estats Units           | Dura (i)     | James Blake       | Bob Bryan Mike Bryan                | 1−6, 2−6                      |
| Guanyador | 1.   | 3 de març de 2013      | Delray Beach, Estats Units      | Dura         | James Blake       | Max Mirnyi Horia Tecău              | 6−4, 6−4                      |
| Guanyador | 2.   | 7 de juliol de 2014    | Wimbledon, Regne Unit           | Gespa        | Vasek Pospisil    | Bob Bryan Mike Bryan                | 7−6(5), 6−7(3), 6−4, 3−6, 7−5 |
| Guanyador | 3.   | 27 de juliol de 2014   | Atlanta, Estats Units           | Dura         | Vasek Pospisil    | Steve Johnson Sam Querrey           | 6−3, 5−7, [10−5]              |
| Finalista | 2.   | 17 d'agost de 2014     | Cincinnati, Estats Units        | Dura         | Vasek Pospisil    | Bob Bryan Mike Bryan                | 3−6, 2−6                      |
| Finalista | 3.   | 19 d'octubre de 2014   | Estocolm, Suècia                | Dura (i)     | Treat Huey        | Eric Butorac Raven Klaasen          | 4−6, 3−6                      |
| Guanyador | 4.   | 22 de març de 2015     | Indian Wells, Estats Units      | Dura         | Vasek Pospisil    | Simone Bolelli Fabio Fognini        | 6−4, 6−7(3), [10−7]           |
| Finalista | 4.   | 5 d'abril de 2015      | Miami, Estats Units             | Dura         | Vasek Pospisil    | Bob Bryan Mike Bryan                | 3−6, 6−1, [8−10]              |
| Guanyador | 5.   | 11 d'octubre de 2015   | Pequín, Xina                    | Dura         | Vasek Pospisil    | Daniel Nestor É. Roger-Vasselin     | 3−6, 6−3, [10−6]              |
| Guanyador | 6.   | 25 d'octubre de 2015   | Estocolm                        | Dura (i)     | Nicholas Monroe   | Mate Pavić Michael Venus            | 7−5, 6−2                      |
| Finalista | 5.   | 8 de novembre de 2015  | París, França                   | Dura (i)     | Vasek Pospisil    | Ivan Dodig Marcelo Melo             | 6−2, 3−6, [5−10]              |
| Finalista | 6.   | 20 de març de 2016     | Indian Wells                    | Dura         | Vasek Pospisil    | P-H. Herbert Nicolas Mahut          | 3−6, 6−7(5)                   |
| Finalista | 7.   | 15 de maig de 2016     | Roma, Itàlia                    | Terra batuda | Vasek Pospisil    | Bob Bryan Mike Bryan                | 6−2, 3−6, [7−10]              |
| Finalista | 8.   | 9 d'octubre de 2016    | Pequín                          | Dura         | Bernard Tomic     | Pablo Carreño Busta Rafael Nadal    | 7−6(6), 2−6, [8−10]           |
| Guanyador | 7.   | 16 d'octubre de 2016   | Xangai, Xina                    | Dura         | John Isner        | Henri Kontinen John Peers           | 6−4, 6−4                      |
| Guanyador | 8.   | 30 d'octubre de 2016   | Basilea, Suïssa                 | Dura (i)     | Marcel Granollers | Robert Lindstedt Michael Venus      | 6−3, 6−4                      |
| Finalista | 9.   | 2 d'abril de 2017      | Miami (2)                       | Dura         | Nicholas Monroe   | Łukasz Kubot Marcelo Melo           | 5−7, 3−6                      |
| Finalista | 10.  | 8 d'octubre de 2017    | Pequín (2)                      | Dura         | John Isner        | Henri Kontinen John Peers           | 3−6, 6−3, [7−10]              |
| Guanyador | 9.   | 25 de febrer de 2018   | Delray Beach (2)                | Dura         | Jackson Withrow   | Nicholas Monroe John-Patrick Smith  | 4−6, 6−4, [10−8]              |
| Guanyador | 10.  | 18 de març de 2018     | Indian Wells (2)                | Dura         | John Isner        | Bob Bryan Mike Bryan                | 7−6(4), 7−6(2)                |
| Guanyador | 11.  | 26 de maig de 2018     | Lió, França                     | Terra batuda | Nick Kyrgios      | Roman Jebavý Matwé Middelkoop       | 7−5, 2−6, [11−9]              |
| Guanyador | 12.  | 15 de juliol de 2018   | Wimbledon (2)                   | Gespa        | Mike Bryan        | Raven Klaasen Michael Venus         | 6−3, 6−7(7), 6−3, 5−7, 7−5    |
| Guanyador | 13.  | 9 de setembre de 2018  | US Open, Estats Units           | Dura         | Mike Bryan        | Łukasz Kubot Marcelo Melo           | 6−3, 6−1                      |
| Guanyador | 14.  | 18 de novembre de 2018 | ATP Finals, Londres, Regne Unit | Dura (i)     | Mike Bryan        | P-H. Herbert Nicolas Mahut          | 5−7, 6−1, [13−11]             |
| Guanyador | 15.  | 18 de juliol de 2021   | Newport, Estats Units           | Gespa        | William Blumberg  | Austin Krajicek Vasek Pospisil      | 6−2, 7−6(3)                   |
| Guanyador | 16.  | 19 de març de 2022     | Indian Wells (3)                | Dura         | John Isner        | Santiago González É. Roger-Vasselin | 7−6(4), 6−3                   |
| Guanyador | 17.  | 7 d'agost de 2022      | Washington DC, Estats Units     | Dura         | Nick Kyrgios      | Ivan Dodig Austin Krajicek          | 7−5, 6−4                      |

### Equips: 1 (0−1)
| Resultat  | Núm. | Data               | Torneig                       | Superfície | Equip           | Oponents                            | Marcador |
| --------- | ---- | ------------------ | ----------------------------- | ---------- | --------------- | ----------------------------------- | -------- |
| Finalista | 1.   | 7 de gener de 2017 | Copa Hopman, Perth, Austràlia | Dura       | CoCo Vandeweghe | Kristina Mladenovic Richard Gasquet | 1−2      |

## Trajectòria

### Individual
| Open d'Austràlia | A           | A           | A      | Q1          | 2R          | A           | 2R     | 3R          | 1R          | 1R          | A           | A      | A      | 0 / 5     | 4 − 5     |
| Roland Garros | A           | A           | A      | 2R          | 3R          | 4R          | 3R     | 1R          | 1R          | A           | 2R          | A      | A      | 0 / 7     | 9 − 7     |
| Wimbledon | A           | A           | A      | Q1          | 2R          | 1R          | 3R     | 2R          | 1R          | A           | NC          | A      | 3R     | 0 / 6     | 6 − 6     |
| US Open | 1R          | 2R          | 3R     | 3R          | 1R          | 2R          | 4R     | 1R          | 2R          | 1R          | 2R          | 3R     | 1R     | 0 / 13    | 13 − 13   |
| Jocs Olímpics | No celebrat | No celebrat | A      | No celebrat | No celebrat | No celebrat | 1R     | No celebrat | No celebrat | No celebrat | No celebrat | A      | NC     | 0 / 1     | 0 − 1     |
| ATP Finals | Absent      | Absent      | Absent | Absent      | Absent      | Absent      | Absent | SF          | Absent      | Absent      | Absent      | Absent | Absent | 0 / 1     | 2 − 2     |
| Total Victòries−Derrotes                                                                                                   | 0−1         | 1−2         | 5−7    | 10−13       | 27−20       | 35−18       | 37−21  | 38−22       | 9−22        | 1−4         | 3−4         |        |        | 172 − 139 | 172 − 139 |
| Rànquing a final d'any | 878         | 381         | 150    | 102         | 42          | 26          | 23     | 8           | 106         | −           | 253         |        |        |           |           |
| Llegenda: G: Guanyador; F: Finalista; SF: Semifinalista; QF: Quarts de final; Q: Qualificació; A: Absent; RR: Round Robin; |             |             |        |             |             |             |        |             |             |             |             |        |        |           |           |

### Dobles masculins
| Open d'Austràlia | A           | A           | A      | A           | A           | A           | QF     | A           | A           | 3R          | A           | A      | A      | A      | 0 / 2     | 4 − 2     |
| Roland Garros | A           | A           | A      | 2R          | 3R          | QF          | 2R     | A           | 3R          | A           | 2R          | A      | A      | A      | 0 / 6     | 10 − 6    |
| Wimbledon | A           | A           | A      | A           | G           | 3R          | 3R     | A           | G           | A           | NC          | A      | QF     | 1R     | 2 / 6     | 19 − 4    |
| US Open | A           | 1R          | 2R     | 1R          | 3R          | 1R          | A      | A           | G           | QF          | 2R          | 2R     | A      | 1R     | 1 / 10    | 14 − 8    |
| Jocs Olímpics | No celebrat | No celebrat | A      | No celebrat | No celebrat | No celebrat | 3r     | No celebrat | No celebrat | No celebrat | No celebrat | A      | NC     | NC     | 0 / 1     | 4 − 1     |
| ATP Finals | Absent      | Absent      | Absent | Absent      | Absent      | Absent      | Absent | Absent      | G           | Absent      | Absent      | Absent | Absent | Absent | 1 / 1     | 4 − 1     |
| Total Victòries−Derrotes                                                                                                   | 0−0         | 0−3         | 2−4    | 10−6        | 25−11       | 30−13       | 33−13  | 21−12       | 42−16       | 11−6        | 4−4         | 8−3    | 21−7   |        | 210 − 101 | 210 − 101 |
| Rànquing a final d'any | 687         | 370         | 168    | 101         | 15          | 19          | 16     | 39          | 2           | 119         | 134         | 150    | 43     |        |           |           |
| Llegenda: G: Guanyador; F: Finalista; SF: Semifinalista; QF: Quarts de final; Q: Qualificació; A: Absent; RR: Round Robin; |             |             |        |             |             |             |        |             |             |             |             |        |        |        |           |           |

### Dobles mixts
| Open d'Austràlia | A  | A  | A  | 1R          | A           | A           | A | A           | A           | A           | A           | A | A  | A  | 0 / 1 | 0 − 1 |
| Roland Garros | A  | A  | A  | A           | A           | A           | A | A           | A           | A           | NC          | A | A  | A  | 0 / 0 | 0 − 0 |
| Wimbledon | A  | A  | A  | A           | A           | A           | A | 2R          | 3R          | A           | NC          | A | SF | A  | 0 / 3 | 6 − 3 |
| US Open | 1R | G  | 2R | 1R          | A           | A           | A | A           | A           | A           | NC          | A | QF | 1R | 1 / 6 | 7 − 5 |
| Jocs Olímpics | NC | NC | A  | No celebrat | No celebrat | No celebrat | G | No celebrat | No celebrat | No celebrat | No celebrat | A | NC | NC | 1 / 1 | 4 − 0 |
| Llegenda: G: Guanyador; F: Finalista; SF: Semifinalista; QF: Quarts de final; Q: Qualificació; A: Absent; RR: Round Robin; |    |    |    |             |             |             |   |             |             |             |             |   |    |    |       |       |

## Guardons
- ITF Men's Doubles World Champion (2018 amb Mike Bryan)